# Dornier S-Ray 007

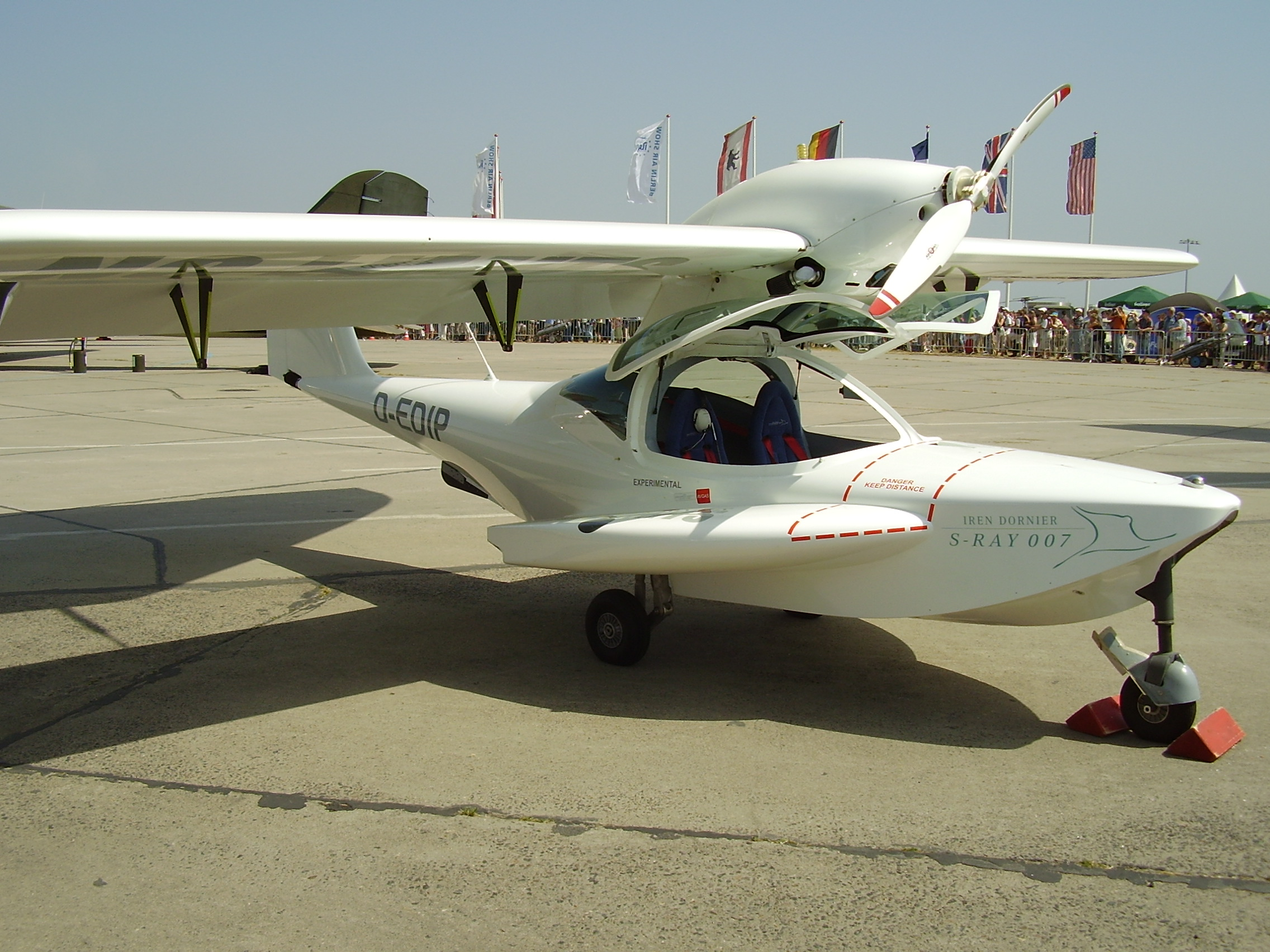
Dornier S-Ray 007

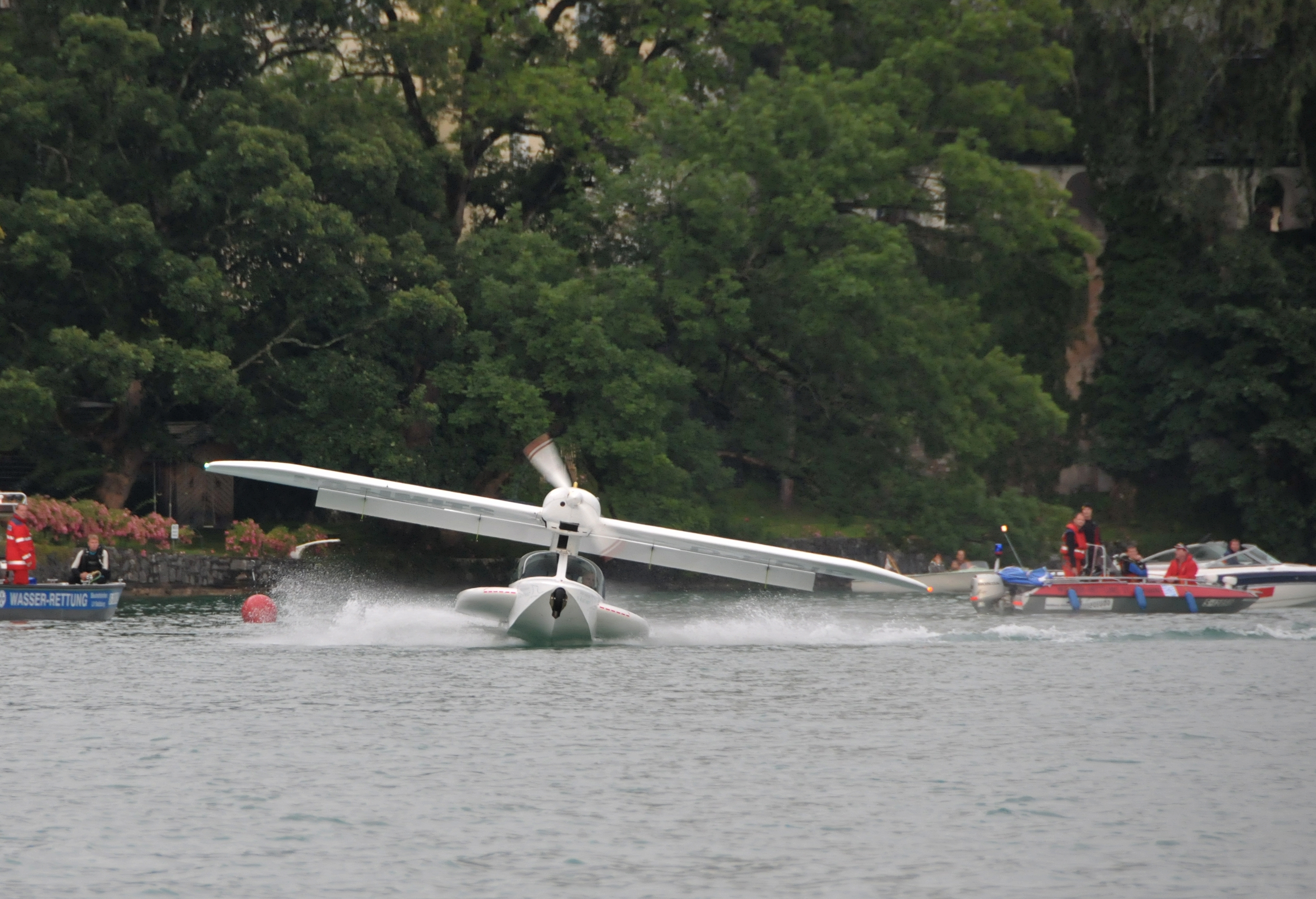
Dornier S-Ray 007

Die Dornier S-Ray 007 ist ein zweisitziges Amphibienflugzeug von Dornier Technologie aus Uhldingen-Mühlhofen.

## Entwicklung
Das Konzept ist ähnlich dem der Dornier Libelle aus den 1920er-Jahren. Ursprünglich sollte das Flugzeug auch den Namen Dornier Libelle tragen, jedoch liegen die Namensrechte bei der EADS als Nachfolger der Dornier-Werke. Das Flugzeug wurde auf Dornier Stingray (engl. für Stachelrochen) umbenannt. Wiederum aus namensrechtlichen Gründen musste das Flugzeug noch vor dem Erstflug ein zweites Mal umbenannt werden und heißt nun offiziell Dornier S-Ray 007. Initiator und Auftraggeber des Projekts ist Iren Dornier, Enkel von Claude Dornier und Eigentümer der Dornier Technologie GmbH. Das Unternehmen hat nichts mit den früheren Dornier-Werken in Friedrichshafen gemein, jedoch sind viele Konstrukteure der ehemaligen Dornier-Werke mit dem entsprechenden Know-how an dem Projekt beteiligt.
Typisch für Dornier-Flugboote hat die S-Ray 007 daher auch keine Stützschwimmer an den Flächen, sondern lediglich kleine Stummel am Bootsrumpf. Das Flugboot ist ein Hochdecker, wobei der einteilige Flügel mit dem in der Mitte angebrachten Motor und Propeller über einen stabilen aerodynamisch geformten zentralen Träger (Pylon) mit dem Rumpf verbunden ist. Durch diese Bauweise war es möglich, die elektrisch betätigten Start-/Landeklappen fast über die gesamte Flügelbreite einzubauen und den Flügel um 90° drehbar anzubringen, was den Transport des Flugzeugs vereinfacht, aber vor allem auch ermöglicht, die S-Ray 007 platzsparend in einem Hafen oder an Bord von Schiffen zu parken. Gefertigt ist die S-Ray 007 aus faserverstärkten Kunststoffen (GFK, teilweise mit CFK-Versteifungen), was das Flugboot sehr widerstandsfähig gegenüber Salzwasser macht. Es ist mit einem einziehbaren Fahrwerk und zwei Tanks zu je 75 Litern ausgestattet.

## Erstflug und Flugerprobung
Der Jungfernflug der Dornier S-Ray 007 fand am 14. Juli 2007 auf dem Flughafen Friedrichshafen statt. Testpilot war Gerhard Thalhammer. In den Tagen zuvor wurde auf dem Bodensee eine Wassererprobung durchgeführt.
Auch die weiteren Flüge im Rahmen der Flugerprobung werden von Gerhard Thalhammer durchgeführt.

## Technische Daten
- Besatzung: 1+1
- Länge: 6,75 m
- Spannweite: 9,00 m
- Höhe: 2,10 m
- Maximale Abflugmasse: 800 kg
- Rüstmasse: 480 kg
- Flügelfläche: 12 m2
- Motor: Rotax 914 (85 kW / 115 PS) / Rotax 912S (75 kW / 100 PS)
- max. Geschwindigkeit Vne: 230 km/h
- Mindestgeschwindigkeit vs0/vs1: 68/82 km/h
- Reisegeschwindigkeit: 190 km/h
- Reichweite: 1300 km
- Steigleistung: 3,7 m/s
- Startstrecke (Land/Wasser): 100/130 m
- Landestrecke (Land/Wasser): 90/110 m
- Preis: 129.000 US-$